# Villánykövesd
Villánykövesd (deutsch Gowisch, kroatisch Keveša oder Kovaš) ist eine ungarische Gemeinde im Komitat Baranya. Sie gehört zum Kreis Siklós und liegt im Villányer Weinbaugebiet.

## Geschichte
Villánykövesd wurde 1290 erstmals urkundlich erwähnt.

## Sehenswürdigkeiten
- Römisch-katholische Kirche Nagyboldogasszony, erbaut 1780 (Spätbarock)

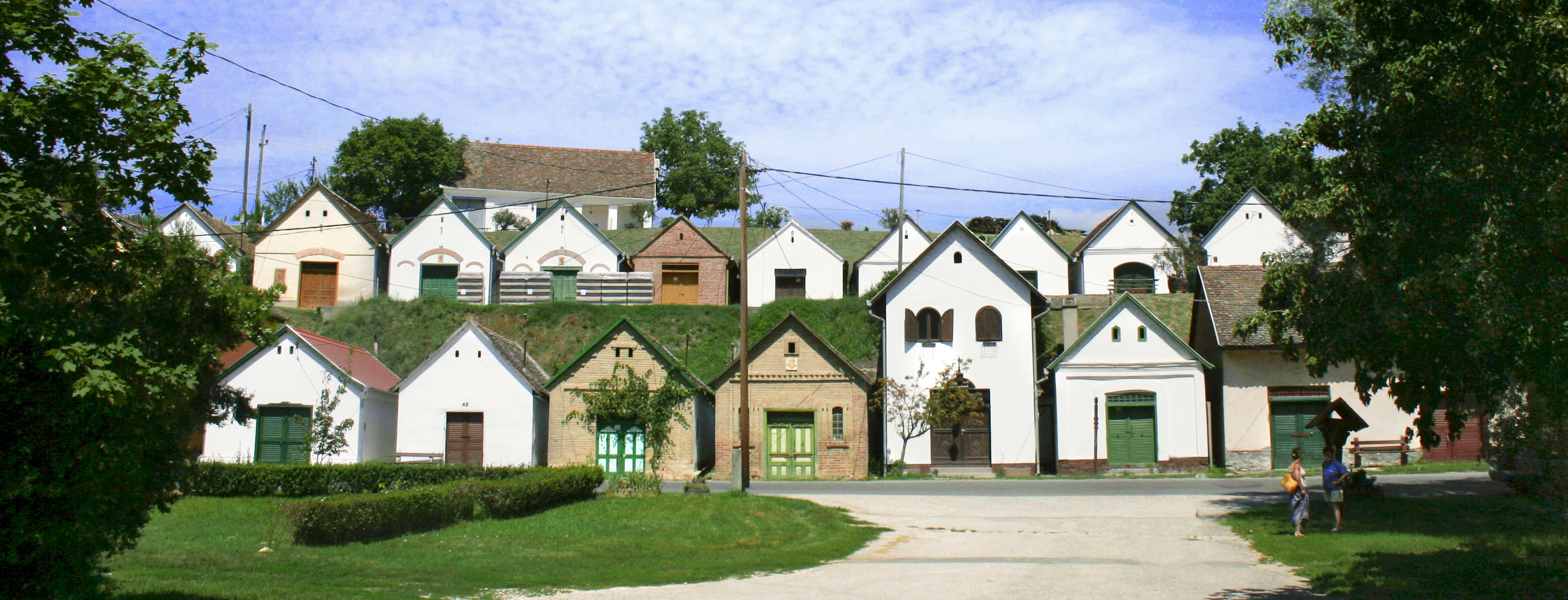
Weinkeller in Villánykövesd

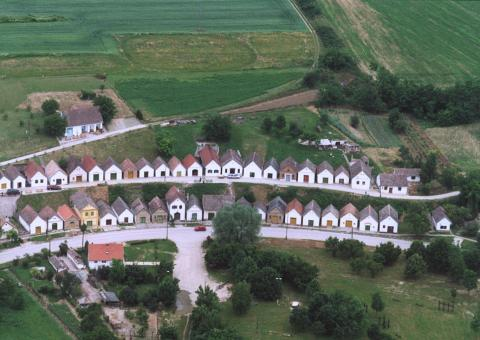
Luftaufnahme von Villánykövesd (2008)

- Weinkeller
- Europäisches Weinliedfestival

## Verkehr
Durch Villánykövesd verläuft die Landstraße Nr. 5707. Die Gemeinde ist angebunden an die Bahnstrecke Pécs-Villány-Magyarbóly.